# Saint-Grégoire, Tarn
Saint-Grégoire är en kommun i departementet Tarn i regionen Occitanien i södra Frankrike. Kommunen ligger i kantonen Valderiès som tillhör arrondissementet Albi. År 2022 hade Saint-Grégoire 471 invånare.

## Befolkningsutveckling
Antalet invånare i kommunen Saint-Grégoire
| Referens: INSEE |